# Arthoniales
De Arthoniales is een orde van zakjeszwammen (Ascomyceten). Soorten uit de orde vormen korstmossen of leven als saprofyt op planten. De schimmels vormen voornamelijk korstmossen met groenwieren.

## Kenmerken
Vertegenwoordigers van de Arthoniales vormen in de meeste gevallen een apothecium. Soms zijn deze gesloten en hebben de poriën een langwerpige opening. Het peridium kan zowel dik als dun zijn. De sporenzakjes zijn dikwandig en kleuren met een kaliumjodideoplossing blauwachtig. Het weefsel tussen de sporenzakjes heeft een geleiachtige structuur en bestaat uit vertakte parafysen. 
Het anamorfe stadium is bij gelichemiseerde soorten zichtbaar als pycnidia.

## Taxonomie
De orde telt zeven families. Een aantal geslachten kan niet met zekerheid onder een familie geplaatst worden (incertae sedis).
- Andreiomycetaceae
- Arthoniaceae
- Chrysothricaceae
- Lecanographaceae
- Opegraphaceae
- Roccellaceae
- Roccellographaceae
- Arthoniales incertae sedis
  - Angiactis
  - Arthophacopsis
  - Bactrospora
  - Catarraphia
  - Felipes
  - Hormosphaeria
  - Minksia
  - Nipholepis
  - Perigrapha
  - Sipmania
  - Synarthonia
  - Synarthothelium
  - Tarbertia
  - Trichophyma
  - Tylophorella
  - Wegea